# Carinata yangi
Carinata yangi är en insektsart som beskrevs av Li och Zhang. Carinata yangi ingår i släktet Carinata och familjen dvärgstritar. Inga underarter finns listade i Catalogue of Life.